# Брітт Екланд
Бріт Екланд (англ. Britt Ekland, при народженні Брітт-Марі Екланд (англ. Britt-Marie Ekland), нар. 6 жовтня 1942) — шведська акторка і фотомодель, що добилась визнання у Великій Британії. Найбільше запам'яталась глядачам як дівчина Бонда в дев'ятому фільмі про англійського суперагента «Чоловік із золотим пістолетом» (1974). Крім цього акторка з'являлась в багатьох інших відомих британських стрічках.

## Фільмографія
- 1963 : Командир / (Il comandante) — Іріс
- 1966 : Полювання на лиса / (Caccia alla volpe) — Джіна Вануччі / Джіна Романтіка
- 1971 : Прибрати Картера / (Get Carter) — Анна
- 1971: Нічна дитина / (Night child) - Елайз
- 1973 : Плетена людина / (The Wicker Man) — Вайлоу
- 1974 : Чоловік із золотим пістолетом / (The Man with the Golden Gun) — Мері Гуднайт
- 1978 : Зоряний крейсер «Галактика» / (Battlestar Galactica) — Тенна